# Saison 2024-2025 des Grizzlies de Memphis
La saison 2024-2025 des Grizzlies de Memphis est la 30e saison de la franchise en National Basketball Association (NBA) et la 24e saison dans la ville de Memphis.
Le 18 avril, les Grizzlies se qualifient pour les playoffs après leur victoire lors du Play-in face aux Mavericks de Dallas (120-106). 
Le 26 avril, ils sont éliminés par le Thunder d'Oklahoma City au premier tour des playoffs (0-4).

## Draft
| Tour | Choix | Joueur         | Poste | Nationalité | Provenance                  |
| ---- | ----- | -------------- | ----- | ----------- | --------------------------- |
| 1    | 9     | Zach Edey      | C     | Canada      | Boilermakers de Purdue      |
| 2    | 39    | Jaylen Wells   | SF    | États-Unis  | Cougars de Washington State |
| 2    | 57    | Ulrich Chomche | PF/C  | Cameroun    | NBA Academy Africa          |

## Matchs

### Summer League
| Summer League Total: 6-3 |

| Match | Date match | Équipe        | Score        | Meilleur marqueur      | Meilleur rebondeur   | Meilleur passeur      | Lieux Spectateurs  | Série |
| ----- | ---------- | ------------- | ------------ | ---------------------- | -------------------- | --------------------- | ------------------ | ----- |
| 1     | 8 juillet  | Utah          | D 95-97 (OT) | Scotty Pippen Jr. (21) | Zach Edey (15)       | Scotty Pippen Jr. (5) | Delta Center 8 572 | 0 - 1 |
| 2     | 9 juillet  | Philadelphie  | V 87-85      | Jaylen Wells (27)      | Trey Jemison (11)    | Cam Spencer (8)       | Delta Center 0     | 1 - 1 |
| 3     | 10 juillet | Oklahoma City | D 77-80      | Trey Jemison (20)      | Jarreau, Jemison (8) | Scotty Pippen Jr. (5) | Delta Center 0     | 1 - 2 |

| Match | Date match | Équipe              | Score          | Meilleur marqueur        | Meilleur rebondeur     | Meilleur passeur        | Lieux Spectateurs      | Série |
| ----- | ---------- | ------------------- | -------------- | ------------------------ | ---------------------- | ----------------------- | ---------------------- | ----- |
| 1     | 12 juillet | Sacramento          | V 103-83       | Jake LaRavia (22)        | Trey Jemison (8)       | Pippen Jr., Spencer (4) | Cox Pavilion 0         | 1 - 0 |
| 2     | 15 juillet | Dallas              | V 108-88       | G. G. Jackson (23)       | G. G. Jackson (11)     | LaRavia, Pippen Jr. (7) | Cox Pavilion 0         | 2 - 0 |
| 3     | 17 juillet | Orlando             | V 104-98       | G. G. Jackson (27)       | G. G. Jackson (13)     | Scotty Pippen Jr. (9)   | Thomas & Mack Center 0 | 3 - 0 |
| 4     | 18 juillet | La Nouvelle-Orléans | V 88-77        | Jackson, Pippen Jr. (17) | G. G. Jackson (7)      | Scotty Pippen Jr. (11)  | Cox Pavilion 0         | 4 - 0 |
| 5     | 21 juillet | L.A. Clippers       | V 99-98        | Jaylen Wells (28)        | Scotty Pippen Jr. (10) | Scotty Pippen Jr. (10)  | Thomas & Mack Center 0 | 5 - 0 |
| 6     | 22 juillet | Miami               | D 118-120 (OT) | Jake LaRavia (32)        | G. G. Jackson (9)      | Scotty Pippen Jr. (11)  | Thomas & Mack Center 0 | 5 - 1 |

### Pré-saison
| Pré-saison Total: 3-2 (Domicile : 0-2; Extérieur : 3-0) |

| Match | Date match | Équipe    | Score     | Meilleur marqueur   | Meilleur rebondeur | Meilleur passeur       | Lieux Spectateurs               | Série |
| ----- | ---------- | --------- | --------- | ------------------- | ------------------ | ---------------------- | ------------------------------- | ----- |
| 1     | 7 octobre  | @ Dallas  | V 121-116 | Brandon Clarke (17) | Santi Aldama (8)   | Scotty Pippen Jr. (6)  | American Airlines Center 19 207 | 1 - 0 |
| 2     | 10 octobre | Charlotte | D 94-119  | Desmond Bane (17)   | Huff, Wells (6)    | Aldama, Pippen Jr. (5) | FedExForum 13 411               | 1 - 1 |
| 3     | 12 octobre | @ Chicago | V 124-121 | Jaylen Wells (24)   | Huff, LaRavia (9)  | Yuki Kawamura (8)      | United Center 20 465            | 2 - 1 |
| 4     | 14 octobre | @ Indiana | V 120-116 | Bane, Edey (23)     | Zach Edey (9)      | Yuki Kawamura (7)      | Gainbridge Fieldhouse 11 221    | 3 - 1 |
| 5     | 18 octobre | Miami     | D 109-114 | Aldama, Bane (19)   | Ja Morant (8)      | Desmond Bane (7)       | FedExForum 14 113               | 3 - 2 |

### Saison régulière
| Saison régulière Total: 48-34 (Domicile : 26-15; Extérieur : 22-19) |

| Match | Date match | Équipe    | Score     | Meilleur marqueur      | Meilleur rebondeur   | Meilleur passeur       | Lieux Spectateurs    | Série |
| ----- | ---------- | --------- | --------- | ---------------------- | -------------------- | ---------------------- | -------------------- | ----- |
| 1     | 23 octobre | @ Utah    | V 126-124 | Santi Aldama (27)      | Six joueurs (5)      | Ja Morant (10)         | Delta Center 18 175  | 1 - 0 |
| 2     | 25 octobre | @ Houston | D 108-128 | Ja Morant (24)         | Zach Edey (9)        | Trois joueurs (4)      | Toyota Center 18 055 | 1 - 1 |
| 3     | 26 octobre | Orlando   | V 124-111 | Santi Aldama (22)      | Trois joueurs (7)    | Scotty Pippen Jr. (12) | FedExForum 17 809    | 2 - 1 |
| 4     | 28 octobre | Chicago   | D 123-126 | Desmond Bane (30)      | Santi Aldama (13)    | Scotty Pippen Jr. (10) | FedExForum 15 906    | 2 - 2 |
| 5     | 30 octobre | Brooklyn  | D 106-119 | Jaren Jackson Jr. (30) | Ja Morant (8)        | Ja Morant (11)         | FedExForum 14 745    | 2 - 3 |
| 6     | 31 octobre | Milwaukee | V 122-99  | Ja Morant (26)         | LaRavia, Morant (10) | Ja Morant (14)         | FedExForum 15 377    | 3 - 3 |

| Match                                  | Date match  | Équipe               | Score     | Meilleur marqueur      | Meilleur rebondeur     | Meilleur passeur       | Lieux Spectateurs         | Série  |
| -------------------------------------- | ----------- | -------------------- | --------- | ---------------------- | ---------------------- | ---------------------- | ------------------------- | ------ |
| 7                                      | 2 novembre  | @ Philadelphie       | V 124-107 | Jaren Jackson Jr. (27) | Santi Aldama (13)      | Scotty Pippen Jr. (13) | Wells Fargo Center 20 066 | 4 - 3  |
| 8                                      | 4 novembre  | @ Brooklyn           | D 104-106 | Edey, Morant (25)      | Zach Edey (12)         | Ja Morant (9)          | Barclays Center 18 088    | 4 - 4  |
| 9                                      | 6 novembre  | L.A. Lakers          | V 131-114 | Trois joueurs (20)     | Santi Aldama (12)      | Jake LaRavia (8)       | FedExForum 17 794         | 5 - 4  |
| 10                                     | 8 novembre  | Washington           | V 128-104 | Jaren Jackson Jr. (39) | Scotty Pippen Jr. (10) | Scotty Pippen Jr. (11) | FedExForum 16 216         | 6 - 4  |
| 11                                     | 10 novembre | @ Portland           | V 134-89  | Jaren Jackson Jr. (20) | Jaren Jackson Jr. (7)  | Luke Kennard (11)      | Moda Center 18 477        | 7 - 4  |
| 12                                     | 13 novembre | @ L.A. Lakers        | D 123-128 | Jaren Jackson Jr. (29) | Zach Edey (8)          | Marcus Smart (6)       | Crypto.com Arena 18 997   | 7 - 5  |
| 13                                     | 15 novembre | @ Golden State*      | D 118-123 | Jaren Jackson Jr. (32) | Zach Edey (9)          | Marcus Smart (6)       | Chase Center 18 064       | 7 - 6  |
| 14                                     | 17 novembre | Denver               | V 105-90  | Jaren Jackson Jr. (20) | Desmond Bane (11)      | Desmond Bane (7)       | FedExForum 16 351         | 8 - 6  |
| 15                                     | 19 novembre | Denver*              | D 110-122 | Santi Aldama (28)      | Santi Aldama (11)      | Scotty Pippen Jr. (6)  | FedExForum 15 377         | 8 - 7  |
| 16                                     | 20 novembre | Philadelphie         | V 117-111 | Jaren Jackson Jr. (25) | Desmond Bane (10)      | Aldama, Bane (6)       | FedExForum 15 533         | 9 - 7  |
| 17                                     | 23 novembre | @ Chicago            | V 142-131 | Scotty Pippen Jr. (30) | Santi Aldama (10)      | Scotty Pippen Jr. (10) | United Center 19 449      | 10 - 7 |
| 18                                     | 25 novembre | Portland             | V 123-98  | Ja Morant (22)         | Santi Aldama (17)      | Ja Morant (11)         | FedExForum 15 796         | 11 - 7 |
| 19                                     | 27 novembre | Détroit              | V 131-111 | Marcus Smart (25)      | Bane, Pippen Jr. (7)   | Desmond Bane (7)       | FedExForum 16 261         | 12 - 7 |
| 20                                     | 29 novembre | La Nouvelle-Orléans* | V 120-109 | Ja Morant (27)         | Brandon Clarke (11)    | Ja Morant (7)          | FedExForum 17 014         | 13 - 7 |
| *Matchs comptant pour la NBA Cup 2024. |             |                      |           |                        |                        |                        |                           |        |

| Match                                 | Date match   | Équipe                | Score     | Meilleur marqueur      | Meilleur rebondeur        | Meilleur passeur       | Lieux Spectateurs               | Série   |
| ------------------------------------- | ------------ | --------------------- | --------- | ---------------------- | ------------------------- | ---------------------- | ------------------------------- | ------- |
| 21                                    | 1er décembre | Indiana               | V 136-121 | Jaren Jackson Jr. (25) | Jaren Jackson Jr. (8)     | Ja Morant (8)          | FedExForum 15 901               | 14 - 7  |
| 22                                    | 3 décembre   | @ Dallas*             | D 116-121 | Ja Morant (31)         | Santi Aldama (8)          | Marcus Smart (6)       | American Airlines Center 20 277 | 14 - 8  |
| 23                                    | 5 décembre   | Sacramento            | V 115-110 | Bane, Smart (18)       | Santi Aldama (10)         | Bane, Morant (7)       | FedExForum 15 776               | 15 - 8  |
| 24                                    | 7 décembre   | @ Boston              | V 127-121 | Ja Morant (32)         | Trois joueurs (9)         | Ja Morant (9)          | TD Garden 19 156                | 16 - 8  |
| 25                                    | 8 décembre   | @ Washington          | V 140-112 | Jaren Jackson Jr. (21) | John Konchar (8)          | Scotty Pippen Jr. (12) | Capital One Arena 15 012        | 17 - 8  |
| 26                                    | 13 décembre  | Brooklyn              | V 135-119 | Ja Morant (28)         | Brandon Clarke (8)        | Ja Morant (10)         | FedExForum 15 983               | 18 - 8  |
| 27                                    | 15 décembre  | @ L.A. Lakers         | D 110-116 | Jaren Jackson Jr. (25) | Zach Edey (10)            | Desmond Bane (7)       | Crypto.com Arena 15 106         | 18 - 9  |
| 28                                    | 19 décembre  | Golden State          | V 144-93  | Santi Aldama (21)      | Santi Aldama (14)         | Desmond Bane (7)       | FedExForum 17 729               | 19 - 9  |
| 29                                    | 21 décembre  | @ Atlanta             | V 128-112 | Desmond Bane (23)      | Aldama, Edey (6)          | Scotty Pippen Jr. (9)  | State Farm Arena 16 909         | 20 - 9  |
| 30                                    | 23 décembre  | L.A. Clippers         | D 110-114 | Jaren Jackson Jr. (24) | Zach Edey (14)            | Desmond Bane (7)       | FedExForum 17 265               | 20 - 10 |
| 31                                    | 26 décembre  | Toronto               | V 155-126 | Edey, Jackson Jr. (21) | Zach Edey (16)            | Ja Morant (9)          | FedExForum 17 196               | 21 - 10 |
| 32                                    | 27 décembre  | @ La Nouvelle-Orléans | V 132-124 | Jaren Jackson Jr. (33) | Zach Edey (9)             | Desmond Bane (8)       | Smoothie King Center 17 328     | 22 - 10 |
| 33                                    | 29 décembre  | @ Oklahoma City       | D 106-130 | Desmond Bane (22)      | John Konchar (15)         | Scotty Pippen Jr. (6)  | Paycom Center 18 203            | 22 - 11 |
| 34                                    | 31 décembre  | @ Phoenix             | V 117-112 | Jaren Jackson Jr. (38) | Jackson Jr., Konchar (12) | Desmond Bane (7)       | Footprint Center 17 071         | 23 - 11 |
| *Match comptant pour la NBA Cup 2024. |              |                       |           |                        |                           |                        |                                 |         |

| Match | Date match | Équipe              | Score     | Meilleur marqueur      | Meilleur rebondeur        | Meilleur passeur      | Lieux Spectateurs            | Série   |
| ----- | ---------- | ------------------- | --------- | ---------------------- | ------------------------- | --------------------- | ---------------------------- | ------- |
| 35    | 3 janvier  | @ Sacramento        | D 133-138 | Jaylen Wells (30)      | Clarke, Kennard (8)       | Luke Kennard (9)      | Golden 1 Center 16 601       | 23 - 12 |
| 36    | 4 janvier  | @ Golden State      | D 113-121 | Jaren Jackson Jr. (23) | Jaren Jackson Jr. (9)     | Bane, LaRavia (10)    | Chase Center 18 064          | 23 - 13 |
| 37    | 6 janvier  | Dallas              | V 119-104 | Jaren Jackson Jr. (35) | Jackson Jr., Konchar (13) | Jaren Jackson Jr. (5) | FedExForum 16 412            | 24 - 13 |
| 38    | 9 janvier  | Houston             | D 115-119 | Ja Morant (27)         | Santi Aldama (9)          | Bane, Jackson Jr. (4) | FedExForum 16 298            | 24 - 14 |
| 39    | 11 janvier | @ Minnesota         | V 127-125 | Jaren Jackson Jr. (33) | Zach Edey (9)             | Bane, Kennard (5)     | Target Center 18 978         | 25 - 14 |
| 40    | 13 janvier | @ Houston           | D 118-120 | Ja Morant (29)         | Edey, LaRavia (7)         | Ja Morant (4)         | Toyota Center 18 055         | 25 - 15 |
| 41    | 15 janvier | @ San Antonio       | V 129-115 | Bane, Morant (21)      | Santi Aldama (10)         | Ja Morant (12)        | Frost Bank Center 18 354     | 26 - 15 |
| 42    | 17 janvier | @ San Antonio       | V 140-112 | Santi Aldama (29)      | Aldama, LaRavia (8)       | Desmond Bane (14)     | Frost Bank Center 18 354     | 27 - 15 |
| 43    | 20 janvier | Minnesota           | V 108-106 | Jaren Jackson Jr. (24) | Jaren Jackson Jr. (11)    | Ja Morant (7)         | FedExForum 17 794            | 28 - 15 |
| 44    | 22 janvier | Charlotte           | V 132-120 | Desmond Bane (24)      | Edey, Jackson Jr. (6)     | Ja Morant (13)        | FedExForum 15 971            | 29 - 15 |
| 45    | 24 janvier | La Nouvelle-Orléans | V 139-126 | Jaren Jackson Jr. (29) | Zach Edey (11)            | Desmond Bane (14)     | FedExForum 16 495            | 30 - 15 |
| 46    | 25 janvier | Utah                | V 125-103 | Jaren Jackson Jr. (28) | Desmond Bane (9)          | Ja Morant (7)         | FedExForum 17 011            | 31 - 15 |
| 47    | 27 janvier | @ New York          | D 106-143 | Jaren Jackson Jr. (21) | Zach Edey (11)            | Luke Kennard (7)      | Madison Square Garden 19 812 | 31 - 16 |
| 48    | 30 janvier | Houston             | V 120-119 | Desmond Bane (24)      | Desmond Bane (12)         | Desmond Bane (6)      | FedExForum 16 257            | 32 - 16 |

| Match                  | Date match | Équipe          | Score          | Meilleur marqueur      | Meilleur rebondeur     | Meilleur passeur        | Lieux Spectateurs            | Série   |
| ---------------------- | ---------- | --------------- | -------------- | ---------------------- | ---------------------- | ----------------------- | ---------------------------- | ------- |
| 49                     | 2 février  | @ Milwaukee     | V 132-119      | Jaren Jackson Jr. (37) | Zach Edey (11)         | Scotty Pippen Jr. (10)  | Fiserv Forum 17 341          | 33 - 16 |
| 50                     | 3 février  | San Antonio     | V 128-109      | Jaren Jackson Jr. (31) | Zach Edey (14)         | Ja Morant (11)          | FedExForum 16 575            | 34 - 16 |
| 51                     | 5 février  | @ Toronto       | V 138-107      | Jaren Jackson Jr. (32) | Zach Edey (15)         | Jackson Jr., Morant (4) | Scotiabank Arena 18 337      | 35 - 16 |
| 52                     | 8 février  | Oklahoma City   | D 112-125      | Desmond Bane (20)      | Desmond Bane (9)       | Ja Morant (7)           | FedExForum 17 794            | 35 - 17 |
| 53                     | 11 février | @ Phoenix       | V 119-112      | Ja Morant (26)         | Edey, Williams Jr. (9) | Ja Morant (6)           | Footprint Center 17 071      | 36 - 17 |
| 54                     | 12 février | @ L.A. Clippers | D 114-128      | Desmond Bane (23)      | G. G. Jackson (8)      | Santi Aldama (7)        | Intuit Dome 14 997           | 36 - 18 |
| NBA All-Star Game 2025 |            |                 |                |                        |                        |                         |                              |         |
| 55                     | 20 février | @ Indiana       | D 113-127      | Desmond Bane (23)      | Zach Edey (11)         | Desmond Bane (7)        | Gainbridge Fieldhouse 17 274 | 36 - 19 |
| 56                     | 21 février | @ Orlando       | V 105-104      | Ja Morant (23)         | Aldama, Clarke (11)    | Ja Morant (5)           | Kia Center 18 945            | 37 - 19 |
| 57                     | 23 février | @ Cleveland     | D 123-129      | Jaren Jackson Jr. (22) | Zach Edey (9)          | Ja Morant (10)          | Rocket Arena 19 432          | 37 - 20 |
| 58                     | 25 février | Phoenix         | V 151-148 (OT) | Ja Morant (29)         | Zach Edey (8)          | Desmond Bane (9)        | FedExForum 16 202            | 38 - 20 |
| 59                     | 28 février | New York        | D 113-114      | Ja Morant (25)         | Desmond Bane (12)      | Ja Morant (7)           | FedExForum 17 794            | 38 - 21 |

| Match | Date match | Équipe                | Score     | Meilleur marqueur      | Meilleur rebondeur     | Meilleur passeur       | Lieux Spectateurs               | Série   |
| ----- | ---------- | --------------------- | --------- | ---------------------- | ---------------------- | ---------------------- | ------------------------------- | ------- |
| 60    | 1er mars   | San Antonio           | D 128-130 | Jaren Jackson Jr. (42) | Zach Edey (9)          | Santi Aldama (11)      | FedExForum 16 822               | 38 - 22 |
| 61    | 3 mars     | Atlanta               | D 130-132 | Desmond Bane (35)      | Desmond Bane (10)      | Desmond Bane (10)      | FedExForum 15 719               | 38 - 23 |
| 62    | 5 mars     | Oklahoma City         | D 103-120 | Ja Morant (24)         | Brandon Clarke (11)    | Ja Morant (6)          | FedExForum 16 723               | 38 - 24 |
| 63    | 7 mars     | @ Dallas              | V 122-111 | Ja Morant (31)         | Desmond Bane (16)      | Ja Morant (8)          | American Airlines Center 20 010 | 39 - 24 |
| 64    | 9 mars     | @ La Nouvelle-Orléans | V 107-104 | Ja Morant (32)         | Zach Edey (12)         | Desmond Bane (8)       | Smoothie King Center 17 435     | 40 - 24 |
| 65    | 10 mars    | Phoenix               | V 120-118 | Ja Morant (29)         | Desmond Bane (7)       | Ja Morant (12)         | FedExForum 16 545               | 41 - 24 |
| 66    | 12 mars    | Utah                  | V 122-115 | Luke Kennard (30)      | Lamar Stevens (6)      | Desmond Bane (9)       | FedExForum 16 232               | 42 - 24 |
| 67    | 14 mars    | Cleveland             | D 124-133 | Ja Morant (44)         | Ja Morant (8)          | Ja Morant (7)          | FedExForum 17 051               | 42 - 25 |
| 68    | 15 mars    | Miami                 | V 125-91  | Jaren Jackson Jr. (31) | Desmond Bane (10)      | Scotty Pippen Jr. (11) | FedExForum 17 794               | 43 - 25 |
| 69    | 17 mars    | @ Sacramento          | D 122-132 | Desmond Bane (44)      | Trois joueurs (8)      | Luke Kennard (8)       | Golden 1 Center 16 205          | 43 - 26 |
| 70    | 19 mars    | @ Portland            | D 99-115  | Desmond Bane (20)      | Desmond Bane (7)       | Bane, Pippen Jr. (4)   | Moda Center 18 491              | 43 - 27 |
| 71    | 21 mars    | @ L.A. Clippers       | D 108-128 | Jaren Jackson Jr. (23) | Edey, Williams Jr. (8) | Santi Aldama (7)       | Intuit Dome 17 927              | 43 - 28 |
| 72    | 25 mars    | @ Utah                | V 140-103 | Desmond Bane (21)      | Edey, Konchar (7)      | Scotty Pippen Jr. (10) | Delta Center 18 175             | 44 - 28 |
| 73    | 27 mars    | @ Oklahoma City       | D 104-125 | Jaren Jackson Jr. (27) | Scotty Pippen Jr. (10) | Scotty Pippen Jr. (7)  | Paycom Center 18 203            | 44 - 29 |
| 74    | 29 mars    | L.A. Lakers           | D 127-134 | Desmond Bane (29)      | Zach Edey (11)         | Ja Morant (10)         | FedExForum 18 087               | 44 - 30 |
| 75    | 31 mars    | Boston                | D 103-117 | Ja Morant (26)         | Jaren Jackson Jr. (15) | Ja Morant (5)          | FedExForum 16 867               | 44 - 31 |

| Match | Date match | Équipe       | Score     | Meilleur marqueur  | Meilleur rebondeur | Meilleur passeur      | Lieux Spectateurs           | Série   |
| ----- | ---------- | ------------ | --------- | ------------------ | ------------------ | --------------------- | --------------------------- | ------- |
| 76    | 1er avril  | Golden State | D 125-134 | Ja Morant (36)     | Zach Edey (16)     | Ja Morant (6)         | FedExForum 17 794           | 44 - 32 |
| 77    | 3 avril    | @ Miami      | V 110-108 | Ja Morant (30)     | Zach Edey (13)     | Scotty Pippen Jr. (7) | Kaseya Center 19 700        | 45 - 32 |
| 78    | 5 avril    | @ Détroit    | V 109-103 | Desmond Bane (38)  | Zach Edey (21)     | Zach Edey (6)         | Little Caesars Arena 20 062 | 46 - 32 |
| 79    | 8 avril    | @ Charlotte  | V 124-100 | Ja Morant (28)     | Zach Edey (19)     | Ja Morant (8)         | Spectrum Center 17 125      | 47 - 32 |
| 80    | 10 avril   | Minnesota    | D 125-141 | Ja Morant (36)     | Zach Edey (9)      | Desmond Bane (9)      | FedExForum 17 007           | 47 - 33 |
| 81    | 11 avril   | @ Denver     | D 109-117 | Desmond Bane (24)  | Zach Edey (16)     | Scotty Pippen Jr. (7) | Ball Arena 20 015           | 47 - 34 |
| 82    | 13 avril   | Dallas       | V 132-97  | Lamar Stevens (31) | Marvin Bagley (12) | Cam Spencer (7)       | FedExForum 17 794           | 48 - 34 |

### Play-in tournament
| Play-in Total: 1-1 (Domicile : 1-0; Extérieur : 0-1) |

| Match | Date match | Équipe         | Score     | Meilleur marqueur | Meilleur rebondeur | Meilleur passeur      | Lieux Spectateurs   | Série |
| ----- | ---------- | -------------- | --------- | ----------------- | ------------------ | --------------------- | ------------------- | ----- |
| 1     | 15 avril   | @ Golden State | D 116-121 | Desmond Bane (30) | Zach Edey (17)     | Scotty Pippen Jr. (5) | Chase Center 18 064 | 0 - 1 |

| Match | Date match | Équipe | Score     | Meilleur marqueur      | Meilleur rebondeur | Meilleur passeur | Lieux Spectateurs | Série |
| ----- | ---------- | ------ | --------- | ---------------------- | ------------------ | ---------------- | ----------------- | ----- |
| 1     | 18 avril   | Dallas | V 120-106 | Jaren Jackson Jr. (24) | Zach Edey (11)     | Bane, Morant (9) | FedExForum 17 794 | 1 - 1 |

### Playoffs
| Playoffs Total: 0-4 (Domicile : 0-2; Extérieur : 0-2) |

| Match | Date match | Équipe          | Score     | Meilleur marqueur      | Meilleur rebondeur     | Meilleur passeur       | Lieux Spectateurs    | Série |
| ----- | ---------- | --------------- | --------- | ---------------------- | ---------------------- | ---------------------- | -------------------- | ----- |
| 1     | 20 avril   | @ Oklahoma City | D 80-131  | Bagley, Morant (17)    | Zach Edey (9)          | Morant, Pippen Jr. (4) | Paycom Center 18 203 | 0 - 1 |
| 2     | 22 avril   | @ Oklahoma City | D 99-118  | Jaren Jackson Jr. (26) | Desmond Bane (12)      | Ja Morant (6)          | Paycom Center 18 203 | 0 - 2 |
| 3     | 24 avril   | Oklahoma City   | D 108-114 | Scotty Pippen Jr. (28) | Desmond Bane (8)       | Morant, Pippen Jr. (5) | FedExForum 16 849    | 0 - 3 |
| 4     | 26 avril   | Oklahoma City   | D 115-117 | Scotty Pippen Jr. (30) | Scotty Pippen Jr. (11) | Desmond Bane (5)       | FedExForum 16 667    | 0 - 4 |

### Confrontations en saison régulière
| Conférence Est      | Conférence Est                              | Conférence Est                              | Conférence Est                              | Conférence Ouest                            | Conférence Ouest                            | Conférence Ouest                            | Conférence Ouest                            | Conférence Ouest                            |
| Division Atlantique | Division Atlantique                         | Division Atlantique                         | Division Atlantique                         | Division Nord-Ouest                         | Division Nord-Ouest                         | Division Nord-Ouest                         | Division Nord-Ouest                         | Division Nord-Ouest                         |
| Équipe              | Domicile                                    | Domicile                                    | Extérieur                                   | Équipe                                      | Domicile                                    | Domicile                                    | Extérieur                                   | Extérieur                                   |
| ------------------- | ------------------------------------------- | ------------------------------------------- | ------------------------------------------- | ------------------------------------------- | ------------------------------------------- | ------------------------------------------- | ------------------------------------------- | ------------------------------------------- |
| Boston              | 103-117                                     |                                             | 127-121                                     | Denver                                      | 105-90                                      | 110-122                                     | 109-117                                     |                                             |
| Brooklyn            | 106-119                                     | 135-119                                     | 104-106                                     | Minnesota                                   | 108-106                                     | 125-141                                     | 127-125                                     |                                             |
| New York            | 113-114                                     |                                             | 106-143                                     | Oklahoma City                               | 112-125                                     | 103-120                                     | 106-130                                     | 104-125                                     |
| Philadelphie        | 117-111                                     |                                             | 124-107                                     | Portland                                    | 123-98                                      |                                             | 134-89                                      | 99-115                                      |
| Toronto             | 155-126                                     |                                             | 138-107                                     | Utah                                        | 125-103                                     | 122-115                                     | 126-124                                     | 140-103                                     |
| Division            | 6-5 (Domicile : 3-3; Extérieur : 3-2)       | 6-5 (Domicile : 3-3; Extérieur : 3-2)       | 6-5 (Domicile : 3-3; Extérieur : 3-2)       | Division                                    | 9-8 (Domicile : 5-4; Extérieur : 4-4)       | 9-8 (Domicile : 5-4; Extérieur : 4-4)       | 9-8 (Domicile : 5-4; Extérieur : 4-4)       | 9-8 (Domicile : 5-4; Extérieur : 4-4)       |
| Division Centrale   | Division Centrale                           | Division Centrale                           | Division Centrale                           | Division Pacifique                          | Division Pacifique                          | Division Pacifique                          | Division Pacifique                          | Division Pacifique                          |
| Équipe              | Domicile                                    | Domicile                                    | Extérieur                                   | Équipe                                      | Domicile                                    | Domicile                                    | Extérieur                                   | Extérieur                                   |
| Chicago             | 123-126                                     |                                             | 142-131                                     | Golden State                                | 144-93                                      | 125-132                                     | 118-123                                     | 113-121                                     |
| Cleveland           | 124-133                                     |                                             | 123-129                                     | L.A. Clippers                               | 110-114                                     |                                             | 114-128                                     | 108-128                                     |
| Detroit             | 131-111                                     |                                             | 109-103                                     | L.A. Lakers                                 | 131-114                                     | 127-134                                     | 123-128                                     | 110-116                                     |
| Indiana             | 136-121                                     |                                             | 113-127                                     | Phoenix                                     | 151-148 (OT)                                | 120-118                                     | 117-112                                     | 119-112                                     |
| Milwaukee           | 122-99                                      |                                             | 132-119                                     | Sacramento                                  | 115-110                                     |                                             | 133-138                                     | 122-132                                     |
| Division            | 6-4 (Domicile : 3-2; Extérieur : 3-2)       | 6-4 (Domicile : 3-2; Extérieur : 3-2)       | 6-4 (Domicile : 3-2; Extérieur : 3-2)       | Division                                    | 7-11 (Domicile : 5-3; Extérieur : 2-8)      | 7-11 (Domicile : 5-3; Extérieur : 2-8)      | 7-11 (Domicile : 5-3; Extérieur : 2-8)      | 7-11 (Domicile : 5-3; Extérieur : 2-8)      |
| Division Sud-Est    | Division Sud-Est                            | Division Sud-Est                            | Division Sud-Est                            | Division Sud-Ouest                          | Division Sud-Ouest                          | Division Sud-Ouest                          | Division Sud-Ouest                          | Division Sud-Ouest                          |
| Équipe              | Domicile                                    | Domicile                                    | Extérieur                                   | Équipe                                      | Domicile                                    | Domicile                                    | Extérieur                                   | Extérieur                                   |
| Atlanta             | 130-132                                     |                                             | 128-112                                     | Dallas                                      | 119-104                                     | 132-97                                      | 116-121                                     | 122-111                                     |
| Charlotte           | 132-120                                     |                                             | 124-100                                     | Houston                                     | 115-119                                     | 120-119                                     | 108-128                                     | 118-120                                     |
| Miami               | 125-91                                      |                                             | 110-108                                     |                                             |                                             |                                             |                                             |                                             |
| Orlando             | 124-111                                     |                                             | 105-104                                     | New Orleans                                 | 120-109                                     | 139-126                                     | 132-124                                     | 107-104                                     |
| Washington          | 128-104                                     |                                             | 140-112                                     | San Antonio                                 | 128-109                                     | 128-130                                     | 129-115                                     | 140-112                                     |
| Division            | 9-1 (Domicile : 4-1; Extérieur : 5-0)       | 9-1 (Domicile : 4-1; Extérieur : 5-0)       | 9-1 (Domicile : 4-1; Extérieur : 5-0)       | Division                                    | 11-5 (Domicile : 6-2; Extérieur : 5-3)      | 11-5 (Domicile : 6-2; Extérieur : 5-3)      | 11-5 (Domicile : 6-2; Extérieur : 5-3)      | 11-5 (Domicile : 6-2; Extérieur : 5-3)      |
| Conférence          | 21-10 (Domicile : 10-6; Extérieur : 11-4)   | 21-10 (Domicile : 10-6; Extérieur : 11-4)   | 21-10 (Domicile : 10-6; Extérieur : 11-4)   | Conférence                                  | 27-24 (Domicile : 16-9; Extérieur : 11-15)  | 27-24 (Domicile : 16-9; Extérieur : 11-15)  | 27-24 (Domicile : 16-9; Extérieur : 11-15)  | 27-24 (Domicile : 16-9; Extérieur : 11-15)  |
| Total               | 48-34 (Domicile : 26-15; Extérieur : 22-19) | 48-34 (Domicile : 26-15; Extérieur : 22-19) | 48-34 (Domicile : 26-15; Extérieur : 22-19) | 48-34 (Domicile : 26-15; Extérieur : 22-19) | 48-34 (Domicile : 26-15; Extérieur : 22-19) | 48-34 (Domicile : 26-15; Extérieur : 22-19) | 48-34 (Domicile : 26-15; Extérieur : 22-19) | 48-34 (Domicile : 26-15; Extérieur : 22-19) |

## Classements

### Saison régulière
| Conférence Ouest | Conférence Ouest                    | Conférence Ouest | Conférence Ouest | Conférence Ouest | Conférence Ouest | Conférence Ouest | Conférence Ouest |
| No               | Franchise                           | Vic.             | Def.             | MJ               | V/D              | GB               |                  |
| ---------------- | ----------------------------------- | ---------------- | ---------------- | ---------------- | ---------------- | ---------------- | ---------------- |
| 1                | Thunder d'Oklahoma City - c         | 68               | 14               | 82               | .829             | –                |                  |
| 2                | Rockets de Houston - y              | 52               | 30               | 82               | .634             | 16               |                  |
| 3                | Lakers de Los Angeles - y           | 50               | 32               | 82               | .610             | 18               |                  |
| 4                | Nuggets de Denver - x               | 50               | 32               | 82               | .610             | 18               |                  |
| 5                | Clippers de Los Angeles - x         | 50               | 32               | 82               | .610             | 18               |                  |
| 6                | Timberwolves du Minnesota - x       | 49               | 33               | 82               | .598             | 19               |                  |
|                  |                                     |                  |                  |                  |                  |                  |                  |
| 7                | Warriors de Golden State - x        | 48               | 34               | 82               | .585             | 20               |                  |
| 8                | Grizzlies de Memphis - x            | 48               | 34               | 82               | .585             | 20               |                  |
| 9                | Kings de Sacramento - pi            | 40               | 42               | 82               | .488             | 28               |                  |
| 10               | Mavericks de Dallas - pi            | 39               | 43               | 82               | .476             | 29               |                  |
|                  |                                     |                  |                  |                  |                  |                  |                  |
| 11               | Suns de Phoenix - o                 | 36               | 46               | 82               | .439             | 32               |                  |
| 12               | Trail Blazers de Portland - o       | 36               | 46               | 82               | .439             | 32               |                  |
| 13               | Spurs de San Antonio - o            | 34               | 48               | 82               | .415             | 34               |                  |
| 14               | Pelicans de La Nouvelle-Orléans - o | 21               | 61               | 82               | .256             | 47               |                  |
| 15               | Jazz de l'Utah - o                  | 17               | 65               | 82               | .207             | 51               |                  |

| Division Sud-Ouest           | V  | D  | MJ | V/D  | GB | Dom   | Ext   | Neu | Div  |
| ---------------------------- | -- | -- | -- | ---- | -- | ----- | ----- | --- | ---- |
| Rockets de Houston - y       | 52 | 30 | 82 | .634 | –  | 29-12 | 23-17 | 0-1 | 13-3 |
| Grizzlies de Memphis - x     | 48 | 34 | 82 | .585 | 4  | 26-15 | 22-19 | 0-0 | 11-5 |
| Mavericks de Dallas - pi     | 39 | 43 | 82 | .476 | 13 | 22-18 | 17-25 | 0-0 | 8-8  |
| Spurs de San Antonio - o     | 34 | 48 | 82 | .415 | 18 | 20-20 | 13-27 | 1-1 | 5-11 |
| Pelicans de Nlle-Orléans - o | 21 | 61 | 82 | .256 | 31 | 14-27 | 7-34  | 0-0 | 3-13 |

### NBA In-Season Tournament
| Rang | Équipe                          | %    | J | G | P | Pp  | Pc  | Diff |
| ---- | ------------------------------- | ---- | - | - | - | --- | --- | ---- |
| 1    | Warriors de Golden State        | .750 | 4 | 3 | 1 | 470 | 462 | 8    |
| 2    | Mavericks de Dallas             | .750 | 4 | 3 | 1 | 493 | 447 | 46   |
| 3    | Nuggets de Denver               | .500 | 4 | 2 | 2 | 455 | 449 | 6    |
| 4    | Grizzlies de Memphis            | .250 | 4 | 1 | 3 | 464 | 475 | -11  |
| 5    | Pelicans de La Nouvelle-Orléans | .250 | 4 | 1 | 3 | 409 | 458 | -49  |

|  | Quarts de finale                     | Quarts de finale                 | Quarts de finale                 | Quarts de finale                 |                         |                         | Demi-finales                     | Demi-finales                     | Demi-finales                     | Demi-finales                     |  |  | Finale                           | Finale                           | Finale                           | Finale                           |
|  |                                      |                                  |                                  |                                  |                         |                         |                                  |                                  |                                  |                                  |  |  |                                  |                                  |                                  |                                  |
|  | 10 décembre 2024 – Milwaukee, WI     | 10 décembre 2024 – Milwaukee, WI | 10 décembre 2024 – Milwaukee, WI | 10 décembre 2024 – Milwaukee, WI |                         |                         | 14 décembre 2024 – Las Vegas, NV | 14 décembre 2024 – Las Vegas, NV | 14 décembre 2024 – Las Vegas, NV | 14 décembre 2024 – Las Vegas, NV |  |  | 17 décembre 2024 – Las Vegas, NV | 17 décembre 2024 – Las Vegas, NV | 17 décembre 2024 – Las Vegas, NV | 17 décembre 2024 – Las Vegas, NV |
|  | 10 décembre 2024 – Milwaukee, WI     | 10 décembre 2024 – Milwaukee, WI | 10 décembre 2024 – Milwaukee, WI | 10 décembre 2024 – Milwaukee, WI |                         |                         | 14 décembre 2024 – Las Vegas, NV | 14 décembre 2024 – Las Vegas, NV | 14 décembre 2024 – Las Vegas, NV | 14 décembre 2024 – Las Vegas, NV |  |  | 17 décembre 2024 – Las Vegas, NV | 17 décembre 2024 – Las Vegas, NV | 17 décembre 2024 – Las Vegas, NV | 17 décembre 2024 – Las Vegas, NV |
|  | Bucks de Milwaukee                   | Bucks de Milwaukee               | 114                              | 114                              |                         |                         | 14 décembre 2024 – Las Vegas, NV | 14 décembre 2024 – Las Vegas, NV | 14 décembre 2024 – Las Vegas, NV | 14 décembre 2024 – Las Vegas, NV |  |  | 17 décembre 2024 – Las Vegas, NV | 17 décembre 2024 – Las Vegas, NV | 17 décembre 2024 – Las Vegas, NV | 17 décembre 2024 – Las Vegas, NV |
|  | Bucks de Milwaukee                   | Bucks de Milwaukee               | 114                              | 114                              |                         |                         | 14 décembre 2024 – Las Vegas, NV | 14 décembre 2024 – Las Vegas, NV | 14 décembre 2024 – Las Vegas, NV | 14 décembre 2024 – Las Vegas, NV |  |  | 17 décembre 2024 – Las Vegas, NV | 17 décembre 2024 – Las Vegas, NV | 17 décembre 2024 – Las Vegas, NV | 17 décembre 2024 – Las Vegas, NV |
|  | Magic d'Orlando                      | Magic d'Orlando                  | 109                              | 109                              |                         |                         | 14 décembre 2024 – Las Vegas, NV | 14 décembre 2024 – Las Vegas, NV | 14 décembre 2024 – Las Vegas, NV | 14 décembre 2024 – Las Vegas, NV |  |  | 17 décembre 2024 – Las Vegas, NV | 17 décembre 2024 – Las Vegas, NV | 17 décembre 2024 – Las Vegas, NV | 17 décembre 2024 – Las Vegas, NV |
|  | Magic d'Orlando                      | Magic d'Orlando                  | 109                              | 109                              | Bucks de Milwaukee      | Bucks de Milwaukee      | 110                              | 110                              |                                  |                                  |  |  | 17 décembre 2024 – Las Vegas, NV | 17 décembre 2024 – Las Vegas, NV | 17 décembre 2024 – Las Vegas, NV | 17 décembre 2024 – Las Vegas, NV |
|  | 11 décembre 2024 – New York, NY      |                                  |                                  |                                  | Bucks de Milwaukee      | Bucks de Milwaukee      | 110                              | 110                              |                                  |                                  |  |  | 17 décembre 2024 – Las Vegas, NV | 17 décembre 2024 – Las Vegas, NV | 17 décembre 2024 – Las Vegas, NV | 17 décembre 2024 – Las Vegas, NV |
|  |                                      |                                  | Hawks d'Atlanta                  | Hawks d'Atlanta                  | 102                     | 102                     |                                  |                                  |                                  |                                  |  |  | 17 décembre 2024 – Las Vegas, NV | 17 décembre 2024 – Las Vegas, NV | 17 décembre 2024 – Las Vegas, NV | 17 décembre 2024 – Las Vegas, NV |
|  | Knicks de New York                   | Knicks de New York               | Hawks d'Atlanta                  | Hawks d'Atlanta                  | 102                     | 102                     | 100                              | 100                              |                                  |                                  |  |  | 17 décembre 2024 – Las Vegas, NV | 17 décembre 2024 – Las Vegas, NV | 17 décembre 2024 – Las Vegas, NV | 17 décembre 2024 – Las Vegas, NV |
|  | Knicks de New York                   | Knicks de New York               | 14 décembre 2024 – Las Vegas, NV |                                  |                         |                         | 100                              | 100                              |                                  |                                  |  |  | 17 décembre 2024 – Las Vegas, NV | 17 décembre 2024 – Las Vegas, NV | 17 décembre 2024 – Las Vegas, NV | 17 décembre 2024 – Las Vegas, NV |
|  | Hawks d'Atlanta                      | Hawks d'Atlanta                  | 108                              | 108                              |                         |                         |                                  |                                  |                                  |                                  |  |  | 17 décembre 2024 – Las Vegas, NV | 17 décembre 2024 – Las Vegas, NV | 17 décembre 2024 – Las Vegas, NV | 17 décembre 2024 – Las Vegas, NV |
|  | Hawks d'Atlanta                      | Hawks d'Atlanta                  | 108                              | 108                              | Bucks de Milwaukee      | Bucks de Milwaukee      | 97                               | 97                               |                                  |                                  |  |  |                                  |                                  |                                  |                                  |
|  | 10 décembre 2024 – Oklahoma City, OK |                                  |                                  |                                  | Bucks de Milwaukee      | Bucks de Milwaukee      | 97                               | 97                               |                                  |                                  |  |  |                                  |                                  |                                  |                                  |
|  |                                      |                                  | Thunder d'Oklahoma City          | Thunder d'Oklahoma City          | 81                      | 81                      |                                  |                                  |                                  |                                  |  |  |                                  |                                  |                                  |                                  |
|  | Thunder d'Oklahoma City              | Thunder d'Oklahoma City          | Thunder d'Oklahoma City          | Thunder d'Oklahoma City          | 81                      | 81                      | 118                              | 118                              |                                  |                                  |  |  |                                  |                                  |                                  |                                  |
|  | Thunder d'Oklahoma City              | Thunder d'Oklahoma City          |                                  |                                  |                         |                         |                                  |                                  |                                  |                                  |  |  |                                  |                                  |                                  |                                  |
|  | Mavericks de Dallas                  | Mavericks de Dallas              | 104                              | 104                              |                         |                         |                                  |                                  |                                  |                                  |  |  |                                  |                                  |                                  |                                  |
|  | Mavericks de Dallas                  | Mavericks de Dallas              | 104                              | 104                              | Thunder d'Oklahoma City | Thunder d'Oklahoma City | 111                              | 111                              |                                  |                                  |  |  |                                  |                                  |                                  |                                  |
|  | 11 décembre 2024 – Houston, TX       |                                  |                                  |                                  | Thunder d'Oklahoma City | Thunder d'Oklahoma City | 111                              | 111                              |                                  |                                  |  |  |                                  |                                  |                                  |                                  |
|  |                                      |                                  | Rockets de Houston               | Rockets de Houston               | 96                      | 96                      |                                  |                                  |                                  |                                  |  |  |                                  |                                  |                                  |                                  |
|  | Rockets de Houston                   | Rockets de Houston               | Rockets de Houston               | Rockets de Houston               | 96                      | 96                      | 91                               | 91                               |                                  |                                  |  |  |                                  |                                  |                                  |                                  |
|  | Rockets de Houston                   | Rockets de Houston               |                                  |                                  |                         |                         |                                  | 91                               |                                  |                                  |  |  |                                  |                                  |                                  |                                  |
|  | Warriors de Golden State             | Warriors de Golden State         | 90                               | 90                               |                         |                         |                                  |                                  |                                  |                                  |  |  |                                  |                                  |                                  |                                  |
|  | Warriors de Golden State             | Warriors de Golden State         | 90                               | 90                               |                         |                         |                                  |                                  |                                  |                                  |  |  |                                  |                                  |                                  |                                  |
|  |                                      |                                  |                                  |                                  |                         |                         |                                  |                                  |                                  |                                  |  |  |                                  |                                  |                                  |                                  |